# Procléia
Dans la mythologie grecque, Procléia (en grec ancien Πρόκλεια / Prόcleia) est une princesse troyenne.

## Mythologie
Fille de Laomédon et donc sœur de Priam bien que certains la fasse la fille de Clytios, ce qui ferait de Procléia plutôt la petite-fille de Laomédon. Elle épouse Cycnos, fils de Poséidon, duquel elle a deux enfants Ténès, quelquefois considéré comme un fils d'Apollon, et Hémithéa,, parfois nommée Leucothée,  s'il ne s'agit pas d'une autre fille. Elle décède pour des raisons ignorées avant son mari c'est pourquoi celui-ci épouse en secondes noces Philomoné, qui sèmera la discorde entre son mari et son fils.